# Об'єднаний інститут ядерних досліджень
Об'єднаний інститут ядерних досліджень (ОІЯД) (рос. Объединённый институт ядерных исследований (ОИЯИ)) — міжнародний міжурядовий науковий центр у Дубні, Росія.
Україна, яка була однією з 18 держав-засновників, вийшла з ОІЯД наприкінці 2022 року після нападу Росії на Україну.
Основні напрямки теоретичних та експериментальних досліджень — ядерна фізика, фізика елементарних частинок та дослідження конденсованого стану середовища.
У ОІЯД було синтезовано всі трансуранові елементи, відкриті у СРСР і повторно синтезовано майже всі трансуранові елементи, які були відкриті у інших країнах.

## Обчислювальний центр
З 1959 р. року по 1970 р. інститут використовував комп'ютер «Київ» з Адресною мовою програмування.
У 1968 році один вже морально застарілий комп'ютер CDC 1604 було поставлено в СРСР і встановлено в обчислювальному центрі інституту. У Дубні для CDC 1604 був написаний транслятор «Фортран-Дубна», програмно сумісний[джерело?] з радянським комп'ютером БЭСМ-6, перший примірник якого ОІЯД отримав у тому ж 1968 році.